# Lándzsa

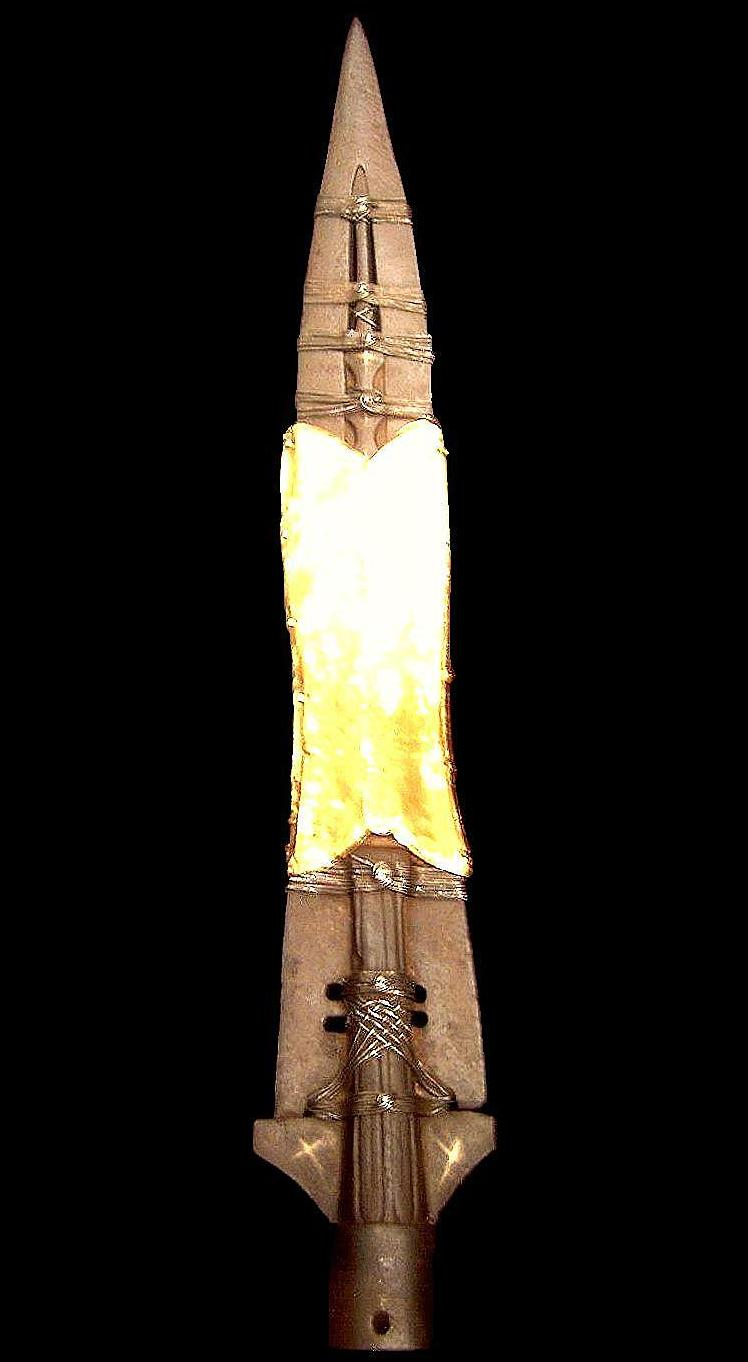
Aetius a Szent Lándzsa csodatévő erejével győzte le Attilát, Theodosius a gótokat, segítségével győzte le ellenfeleit Martell Károly és Nagy Károly. Ademarus Cabannensis francia krónikairó adatai szerint III. Ottó német-római császár a lándzsát Szent István királyunknak adta nászajándékba. Az ereklye később a Hohenstaufen-dinasztiához, s végül a Habsburgokhoz került, ma a bécsi Schatzkammerben a Habsburgok volt kincstárában őrzik

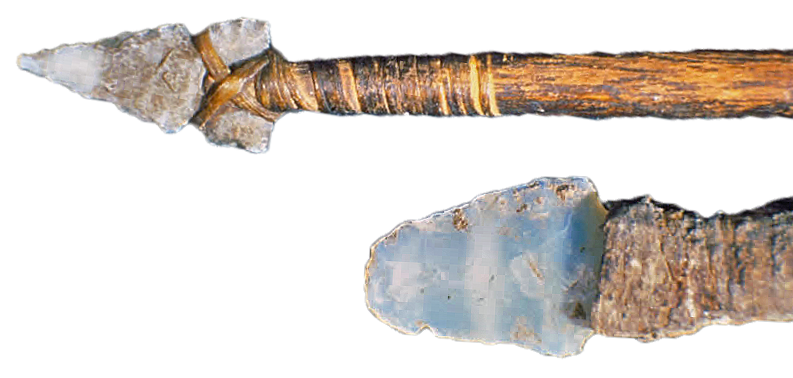
Pattintott kőfejjel ellátott vadászlándzsa és kés

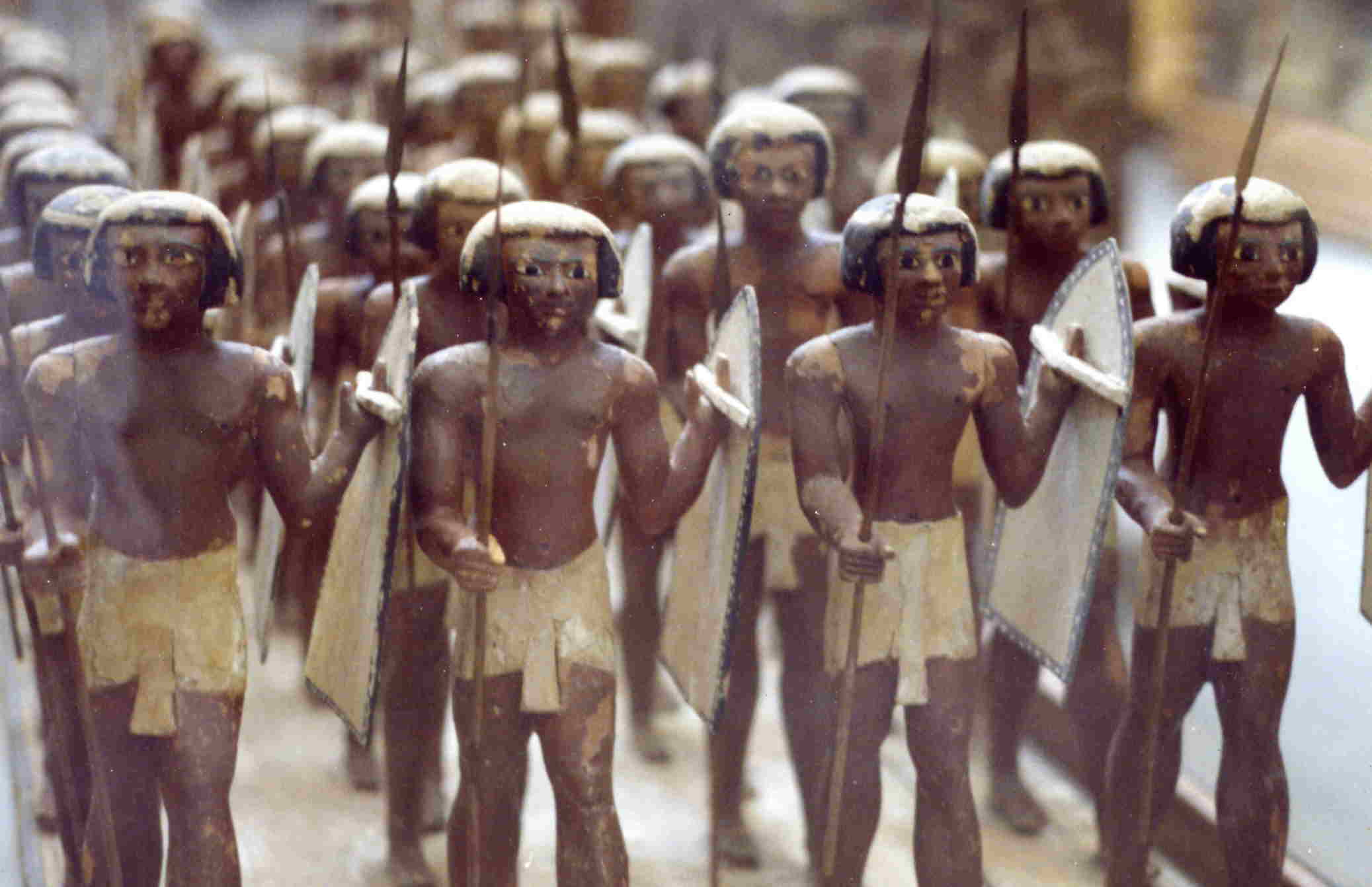
Lándzsás óegyiptomi harcosok Meszehti sírjából

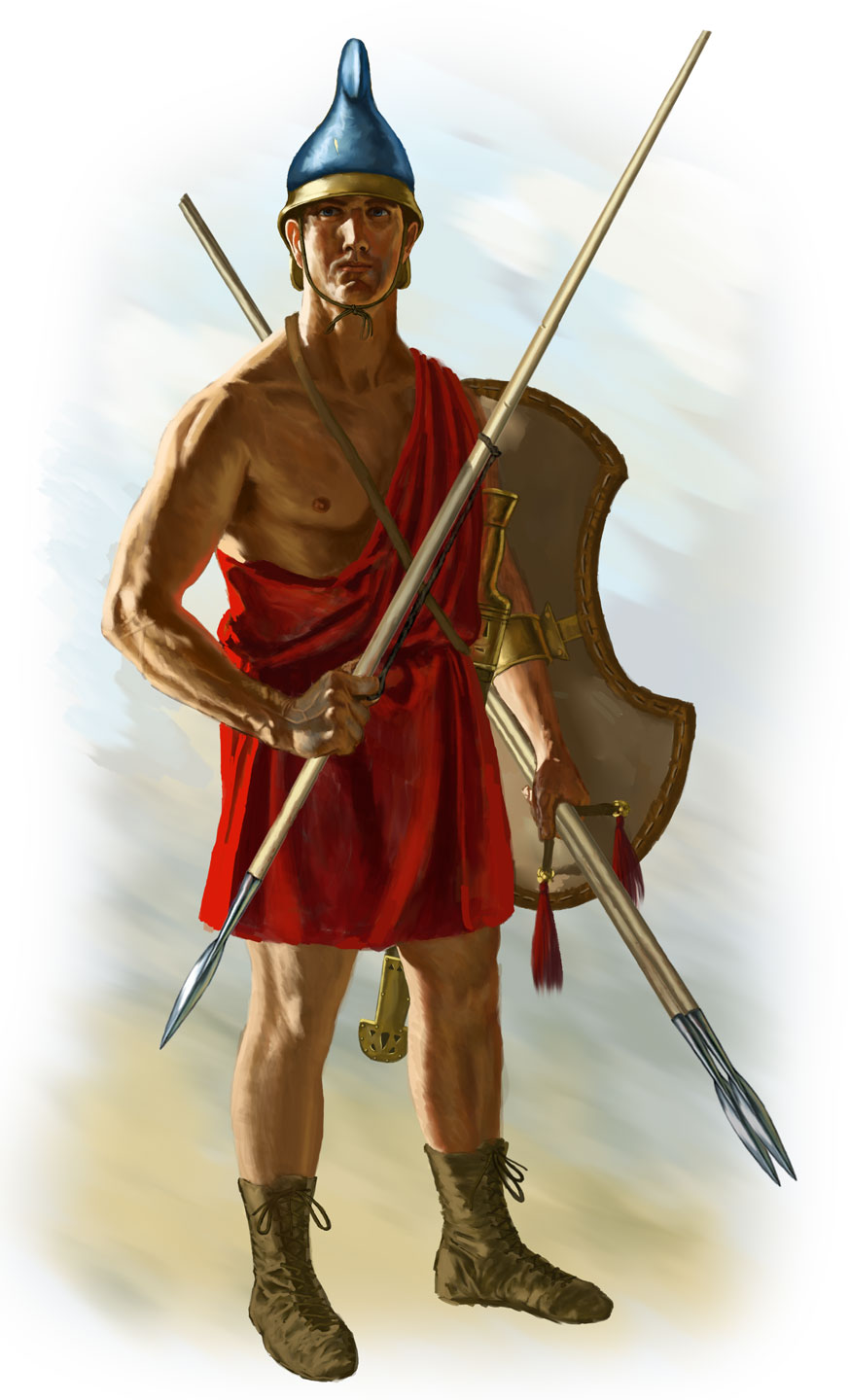
Agrián könnyűfegyverzetű gyalogos (peltasztész) három hajítódárdával

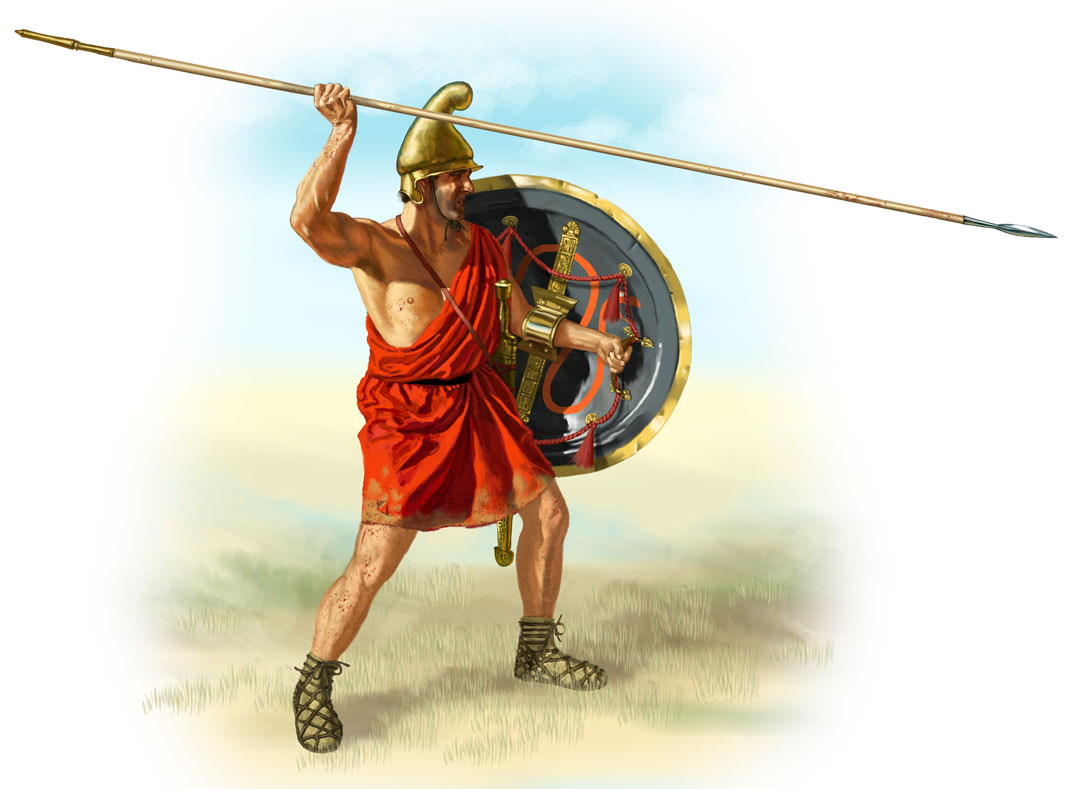
Makedón pezetairosz a lándzsájával

A lándzsa (görögül: λόγχη, lonké, latinul: hasta, lancea, angolul: lance, spear, németül: Speer, Lanze, franciául: lance, spanyolul: Lanza, portugálul: Lança, olaszul: Lancia) hosszú nyelű, általában fanyelű és fémhegyű vadász- vagy támadófegyver.
Legegyszerűbb változataiban a nyél végét hegyesre formálják és tűzben megedzik (mint például a bambuszlándzsáknál). A kőkorszaktól kezdve a lándzsa végére pattintott vagy csiszolt kőhegyet erősítettek, majd ezt később rézből, bronzból vagy vasból készítették. Leggyakoribb formájában 1,5 m hosszú, 3–4 cm vastag fanyélből és annak a végére erősített 30–40 cm hosszú fém hegyből áll. A lándzsahegy legáltalánosabb formájában elnyújtott rombusz- vagy háromszög alakú.
A késő bronzkortól kezdve a tűzfegyverek megjelenéséig a lándzsa volt a legelterjedtebb vadász- és támadófegyver. A lándzsa továbbfejlesztésével alakult ki a dárda, a lovagi kopja, az alabárd, valamint a pika. A lándzsát a legelső emberek is használták vadászatra, halászatra, a föld alatt található növényi részek kiásására, a mai primitív törzsek legszélesebb körben használt szerszámai közé tartozik. Ma modern változata a lőfegyverek csövére illeszthető bajonett.
A lándzsákat mind közelharcban, mind távolsági fegyverként lehet használni. A csak kézifegyverként használt lándzsák nehezebbek és merevebbek, mint a csak távolsági fegyverként használtak (másik elnevezésük: hajítódárda, gerely). A két legismertebb hajított lándzsa a görög könnyű gyalogosok hajítódárdája, akik bőrszíjakat illesztettek a nyél végére a hajítási távolság megnövelése érdekében, illetve a római legionáriusok piluma.
A kelevéz (ritkábban kelevíz, régiesen kelevész) régi magyar hajítódárda volt. A hegye háromágú, krokodilszív vagy polipfej alakú. Nehéz nyílhegyként is használták.

## A lándzsa története és fejlődése
Az állatvilágban az egyetlen ismert példa támadófegyverek kialakítására és használatára a csimpánzok (Pan troglodytes verus) által készített döfőlándzsa. Ezt a szenegáli Kédougou közelében élő csimpánzoknál figyelték meg, akik a fák törzséről egyenes ágakat törtek le, azokat megfosztották a kisebb ágaktól és a kéregtől, egyik végét pedig fogukkal kihegyezték. Ezután a lándzsákkal kisebb állatokat vadásztak.
A régészeti leletek tanúsága szerint az első emberszabásúak körülbelül 400 000 évvel ezelőtt készítettek és használtak lándzsákat. Mivel azonban a fából készült tárgyak (és általában a szerves anyagok) elbomlanak és nem maradnak fenn az utókornak, Craig Stanford (a University of Southern California főemlőskutatója és antropológiaprofesszora) felvetette, hogy a csimpánzok mintájára akár a legelső emberszabásúak, akár 5 millió évvel ezelőtt is már használhattak lándzsákat.
250 000 évvel ezelőtt a lándzsák hegyét tűzben hevítve edzették, keményítették. A paleolitikum során kifejlesztett pattintott kőhegyeket illesztettek a fa lándzsanyélre, ami az emberi vadászati technikák jelentős változását eredményezte. Az ősemberek egyre sikeresebbek voltak a nagyvadak elejtésében, olyannyira, hogy egyesek az őskori vadászok tevékenységének tulajdonítják a pleisztocén megafauna kihalását.

### A szó etimológiája
A magyar nyelv számos szót ismer a szúrófegyverek jelölésére, ezek a kelevéz, gerely, kopja szavaink kivételével, viszonylag későn, a kora újkorban kerültek nyelvünkbe. A lándzsa az érett középkorban, legkésőbb a 14. században került át a magyar nyelvbe az olaszból (az orvosi kis kés jelentésű lancietta szóból származtatják).

### Hossza
A kora középkori lándzsák általában nem voltak túl hosszúak. Egy viking saga szerint már szokatlanul hosszúnak számított egy olyan lándzsa, aminek nyele meghaladta egy álló férfi - feje fölé - felemelt kezének magasságát. Bizánci források szerint a rövidebb lándzsa hossza 2,5 m, a nehézgyalogsági változat pedig 4–5 m volt. Korabeli ábrázolások alapján a nyugat-európai lándzsák 2-3 méteresek lehettek, míg a magyar lándzsák nyélhosszát 2 m körülire szokták becsülni.

## Használata

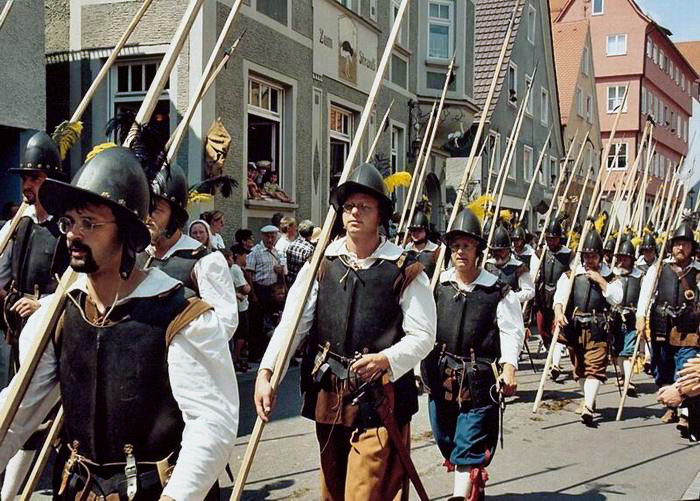
17. századi pikások egysége történeti játékok során. Ebben az időben a pikások elsősorban a muskétásokat védelmezték az ellenséges lovasság támadása ellen.

A lándzsa használata és hasznossága a fegyver számos egyedülálló tulajdonságának köszönhető, többek között sokoldalúságának, olcsóságának, könnyű használatának és hatásosságának.

### Olcsóság
A lándzsa az egyik legegyszerűbben és legkönnyebben előállítható fegyver. Legprimitívebb formájában csak egy viszonylag egyenes ágat kell megtisztítani, a végét kihegyesíteni, majd tűzben megedzeni. Minden korban, amikor a fémek elérhetősége és feldolgozásuk képessége korlátozott volt, a lándzsa költséghatékony megoldást jelentett a rendelkezésre álló fémeszközök felhasználására: csak a lándzsa hegyét kellett fémből kialakítani. Egy kard elkészítéséhez szükséges fém (acél) mennyiségből akár fél tucat lándzsát is elő lehet állítani. A lándzsa fejéhez nemcsak kevesebb fém kell, de beéri a gyengébb minőségű ötvözetekkel is, hamarabb ki lehet alakítani és a kovácsmesterségben kevésbé járatos személy is elkészítheti. Az így kialakított fegyver azonban ugyanolyan hatékony, mint a több fémet igénylő, nehezebben elkészíthető kard vagy szablya.
Egy 9. századi frank király rendelkezés szerint egy gyalogos minimális felszerelése lándzsából és pajzsból állt, vagy íjjal és 12 nyílvesszővel kellett rendelkeznie. Ebben a korban egy pajzs és lándzsa 2 solidusba került.

### Könnyű használat

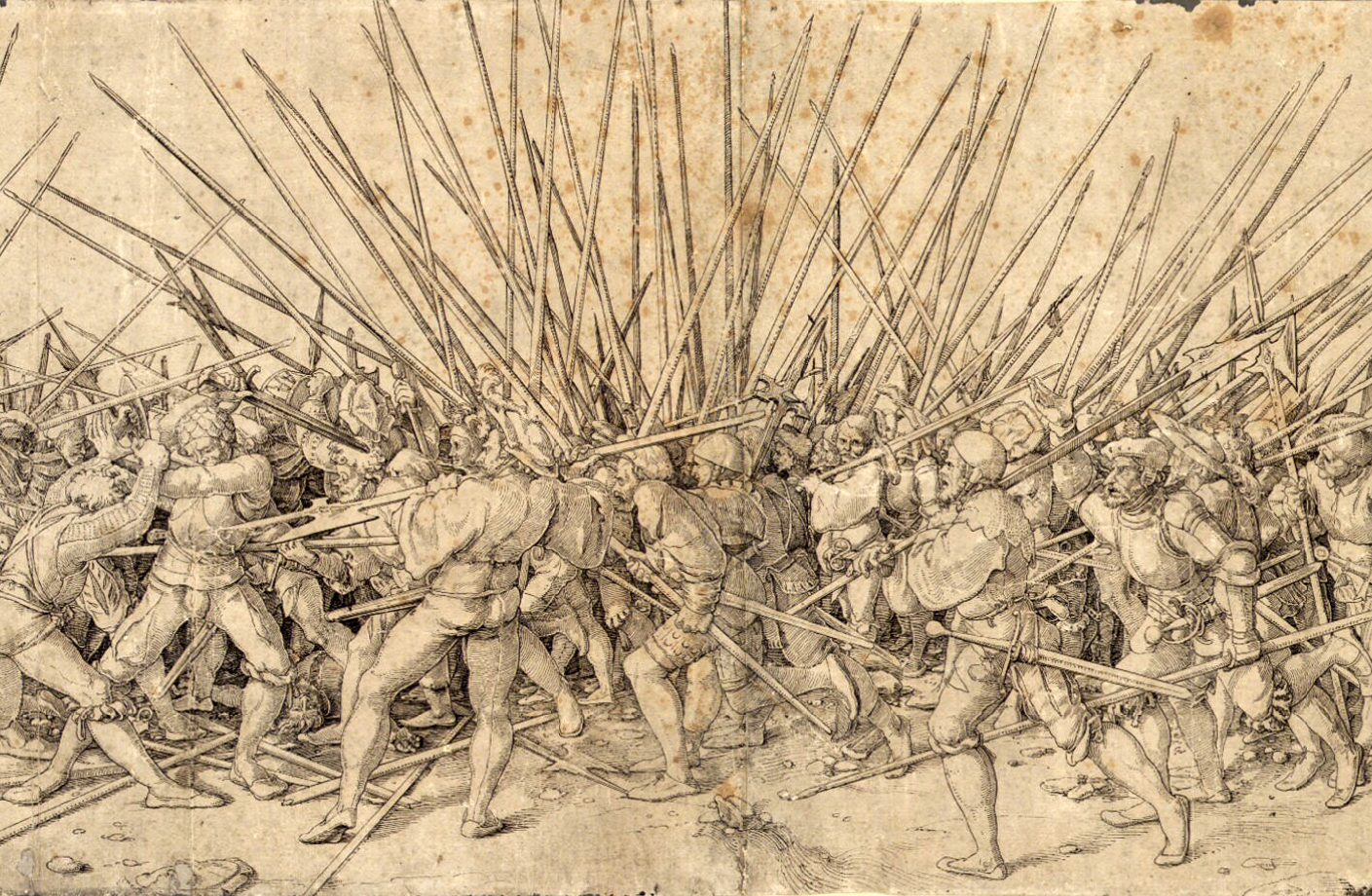
Svájci zsoldosok nagyon hosszú pikával. A közelharcban alkalmatlan volt a lándzsa, emiatt inkább az alabárdot használták ilyenkor. Ifj. Hans Holbein metszete: Albertina, Wien

A lándzsa használata a többi fegyverhez, különösen az íjhoz viszonyítva egyszerű. Hatékony használatához kevesebb kiképzésre, gyakorlásra van szükség, igen könnyen felhasználható nagy tömegben, zárt alakzatban is, mivel oldalirányú mozgásra nincs szükség. Napjainkban végzet kísérletek megmutatták, hogy kezdők egy csoportját néhány hét alatt, napi 1-2 órás kiképzéssel, igen hatékonyan be lehet gyakoroltatni a lándzsa felhasználására, maguk előtt tartva hatásos védelmi vonalat tudnak képezni.

### Sokoldalúság
Nagyon sokféle lándzsa ismert, amelyek egymástól a nyél hosszában, súlyában, a fej súlyában és kialakításában, valamint a lándzsafogás helyében különböznek. A rövid lándzsák – mint például a zulu harcosok rövid assegai lándzsája – csak közelharcban használatosak. A legtöbb rövid és középhosszú lándzsát hajították is, a római pilumot például úgy tervezték, hogy elhajítása után az ellenség pajzsába ékelődjön és annak használatát lehetetlenné tegye. A görög nehézgyalogosok lándzsáit viszont úgy alakították ki, hogy a phalanx alakzatában áthatolhatatlan falat alkosson. A phalanx-harcmodor utolsó fegyverzeti újításaként jelent meg a makedón phalanxban a szarisza.

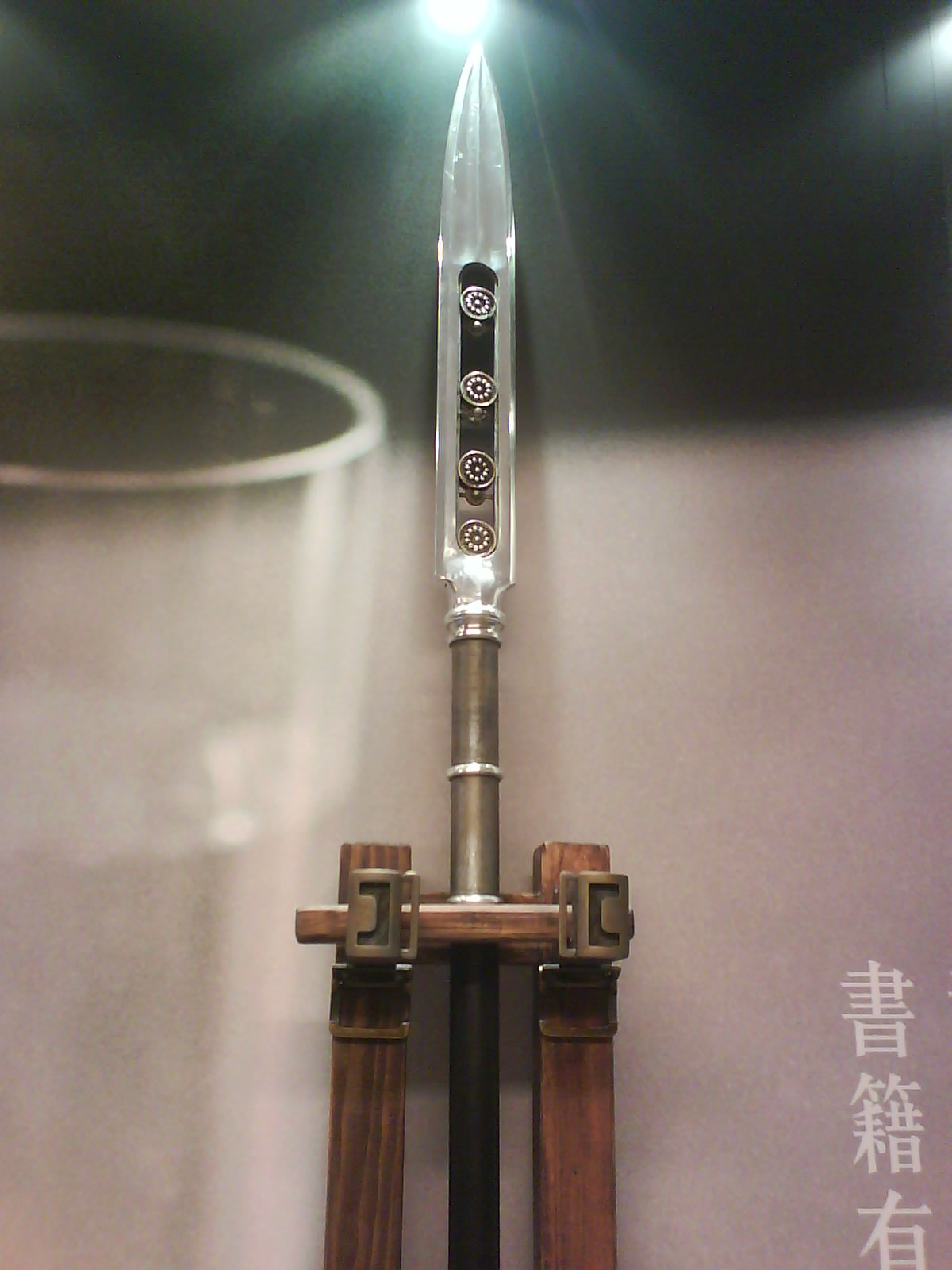
Kínai lándzsa

A nehézpáncélzatú lovasság kialakulásával egyidőben kifejlődtek azok a lándzsák, amelyeket a földbe ékelve hatásosan lehetett a lovasroham megállítására használni (amint azt a flamand gyalogosok az 1302-ben vívott courtrai-i csata során bebizonyították. Ugyanekkor jelentek meg a kopják, azaz a vége felé tartott, egykézzel használt lándzsa, mint a lovagok egyik fontos fegyvere. A kopja különleges változatait használták a középkor során oly népszerű lovagi tornák fegyvereként.

### Hatásosság
A fenti előnyös tulajdonságok, az olcsóság, könnyű előállíthatóság és felhasználhatóság, a sokoldalúság mellett a lándzsa avatott kezekben az egyik leggyorsabb és leghalálosabb hidegfegyver. Napjainkban a kardot tartják a leghatékonyabb kézifegyvernek és a lándzsáról elterjedt, hogy csak nagy tömegben használva hatásos. Azonban a közelharc során, vagy párbajban is, a lándzsás egyenlő ellenfele lehet a kardot forgató harcosnak. A lándzsával villámgyors manővereket lehet végrehajtani, elsősorban kis súlyának köszönhetően. Két kézzel megfogva a lándzsa az egyik legkönnyebben manőverezhető fegyver. Hossza miatt az ellenfelet távolságtartásra kényszeríti és a közelharci fegyverek használatát (rövid kard, tőr) megnehezíti – egészen addig, amíg a lándzsaforgató harcos képes megakadályozni, hogy karddal a nyelet átvágják.

## Lándzsaforgatás

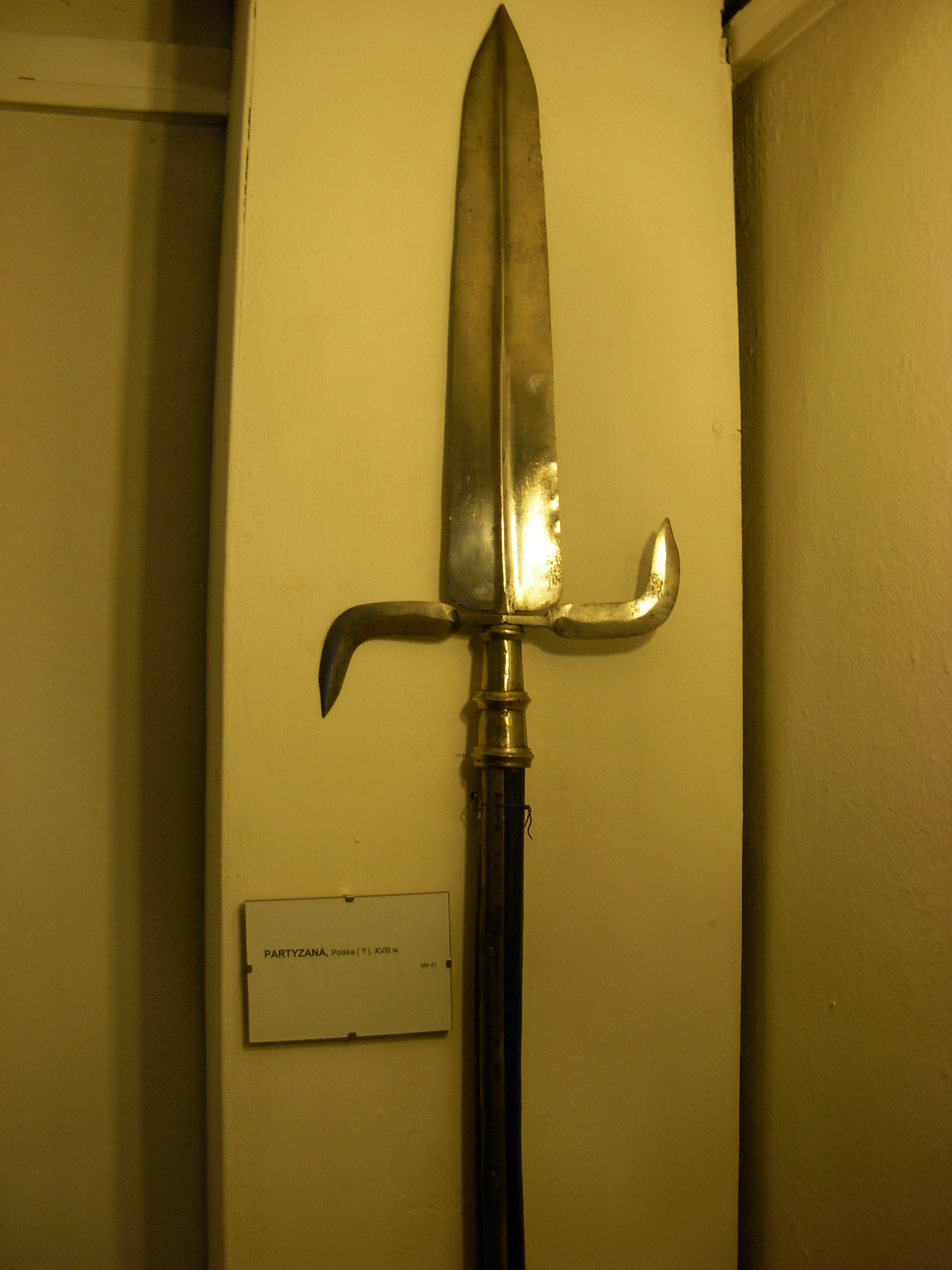
18. századi lengyel lándzsa a zágrábi múzeum gyűjteményéből

A lándzsa, bár egyszerű fegyver, számos felhasználási lehetőséggel rendelkezik, a passzív védekezéstől a hajításig:
1. A harcos a lándzsát kezében fogja vagy a végét a földre támasztva tartja. Az ellenség lendületénél fogva felnyársalja magát.
2. A harcos a lándzsát a kezével egyenes vonalban előre lendíti.
3. A harcos a lándzsát a kezével szorosan megfogja, majd előrelép.
4. A harcos a lándzsát előrelendíti és ezzel egy időben egy vagy több lépést tesz az ellenség felé.
5. A harcos két kézzel fogja a lándzsát és mindkét kézzel előrelendíti. Az elülső kézzel elengedi, de a hátulsó kéz tovább tolja az ellenség felé.
6. A harcos első kezén keresztül csúsztatva a hátsó kezével mozgatja a lándzsát előre. Az elülső lábbal egy lépést tesz, míg a hátulsó láb a testet a szúrás vonalából elmozgatja.
7. A harcos a lándzsát elhajítja az ellenség felé, gyakran rövid nekifutás után, amikor a hajító kézzel ellentétes láb van elöl.
8. A harcos a lándzsát a hónaljába szorítja, törzsének mozgatásával oldalirányba is támadhat.

A római légiók megjelenéséig az ókor leghatásosabb katonai egysége a phalanx volt. A tömör sorokban felállított, páncéllal és 12-21 láb hosszúságú lándzsákkal felszerelt phalanx hatékonysága akkor mutatkozott meg leginkább, ha lándzsáit előreszegezve a csatába menetelt akár egyenes, akár lépcsőzetes, vagy ferde arcvonalban az ellenséges szárnyak ellenében.

## A lándzsa szimbolikus jelentése

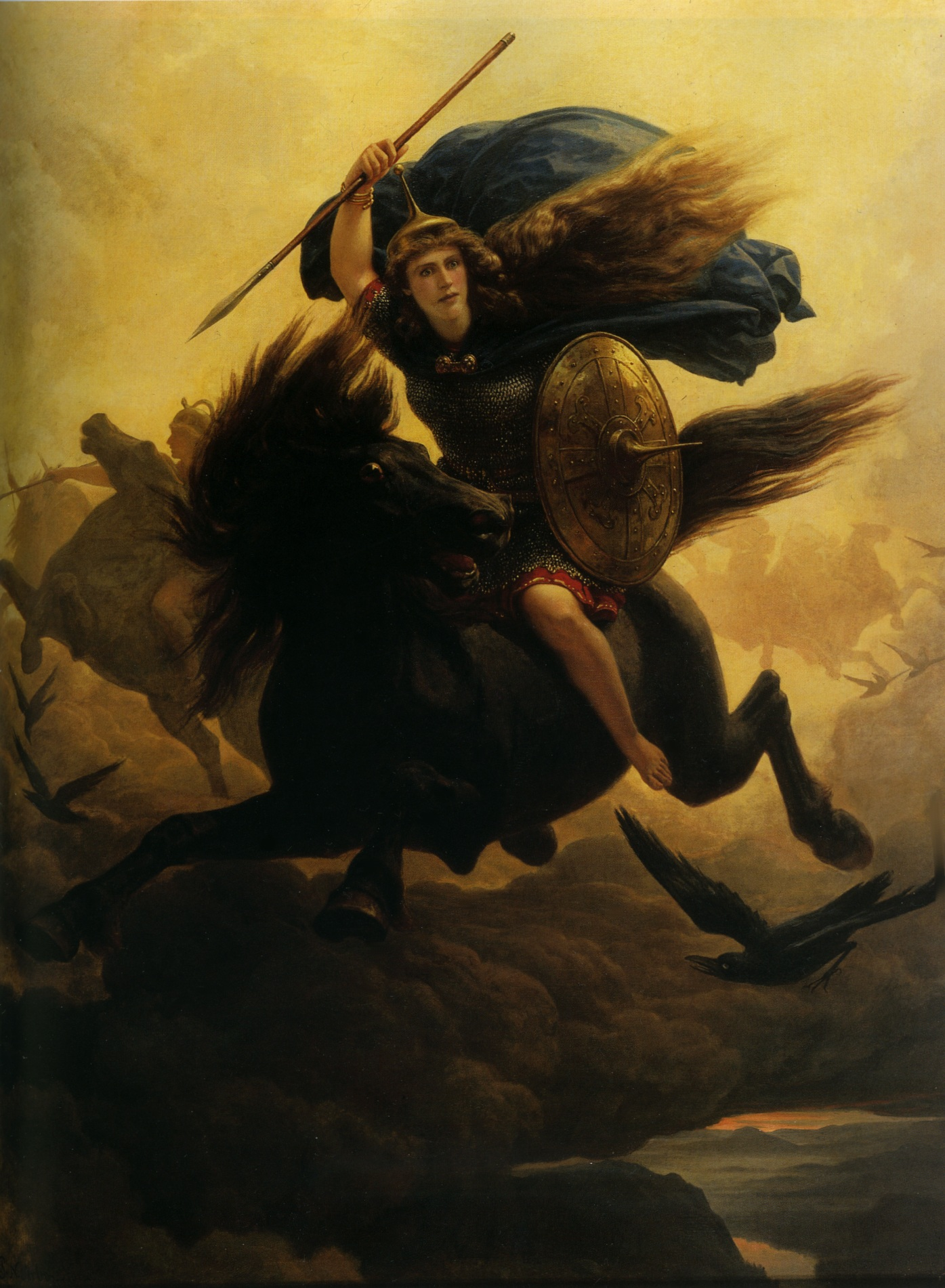
Lándzsa a mitológiában, egy valkűr fegyverzeteként

A lándzsákhoz számos szimbolikus jelentés is kapcsolódik, leggyakrabban hatalmi jelképként használhatják. A kínai harcművészetekben a lándzsa (槍) a „királyok fegyvereként” ismert. Az ókori görögök az ellenségtől zsákmányolt lándzsákból készítették el az igát, ami a legyőzött megadását szimbolizálta. A kelta törzsek a halott harcos lándzsáját ünnepélyesen megsemmisítették, hogy más ne tudja azt felhasználni.
Titus Livius római történetíró feljegyzései szerint a rómaiak is lándzsákból építették azt az igát, amely alatt a legyőzöttek elvonultak. A feltételezések szerint ez jelképezte a legjobban, hogy a győztesek megfosztották harcosi mivoltuktól a legyőzötteket. A római hadseregben a köztársasági kor folyamán a manipulusokat általában hármas csatasorban (triplex acies) állították fel: az első sorban a hastati-t, a másodikban a principes-t, végül pedig a harmadikban az elit, lándzsával harcoló triarius-t, akiket csak a legnagyobb szükség idején vetettek be.

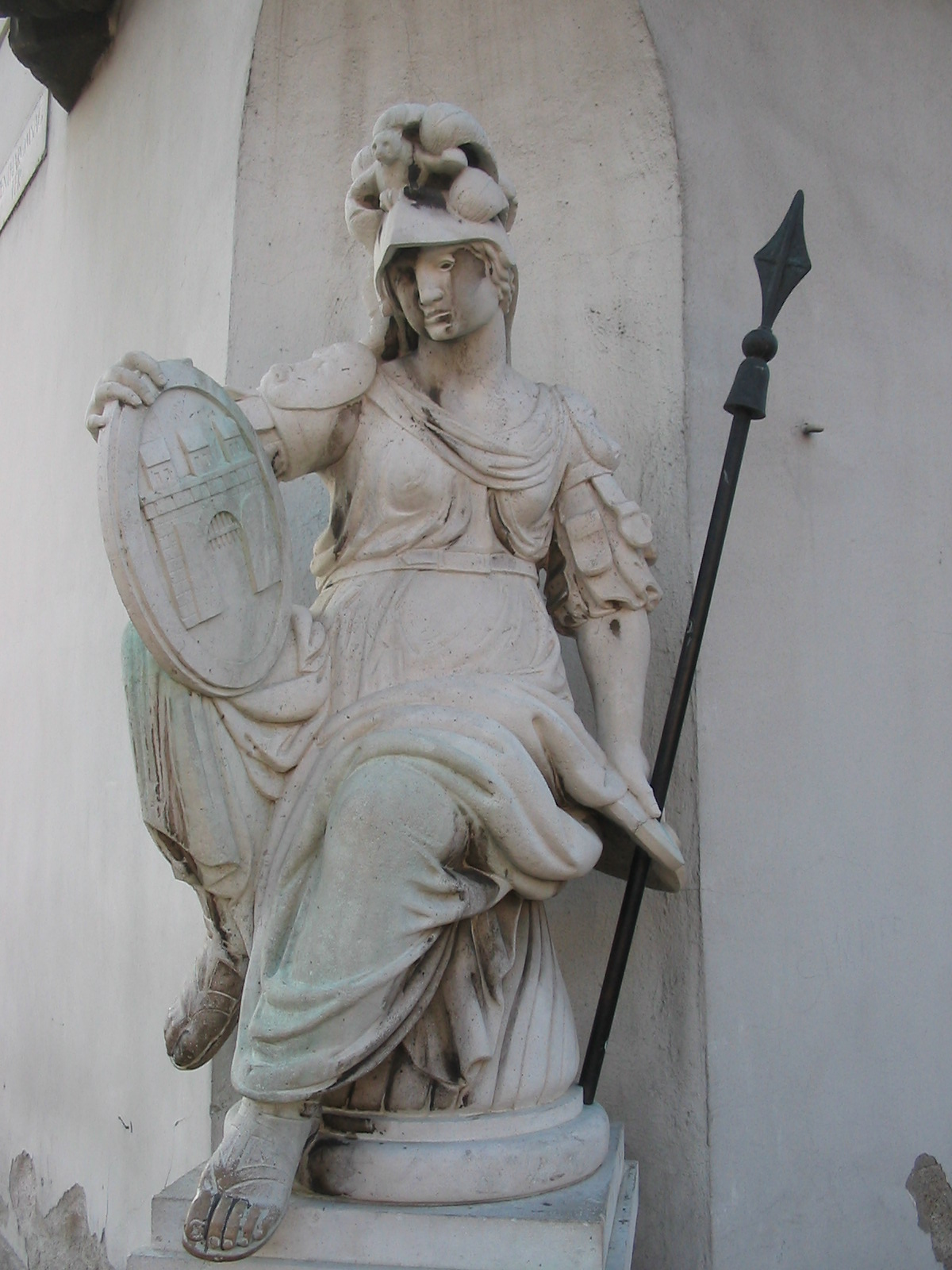
Városvédő Pallasz Athéné szobra a budai Várban.

A germán isten Odin lándzsáját, a Gungnir-t a Yggdrasil fa törzséből készítették, az Edda szerint a hatalmas kőrisfa alkotja a világot. Péleusz és Thetisz esküvőjére a kentaur Kheirón szintén kőrisfából készült lándzsát adott ajándékba a vőlegénynek.
Szintén a görög mitológiában Zeusz villámait a lándzsa szimbolikus megjelenítésének lehet értelmezni, és nem véletlen, hogy lánya, Pallasz Athéné is lándzsát hordott.
A keresztény vallásban is kiemelt helye van a Szent Lándzsának: Longinus, római százados egyike volt azoknak a katonáknak, akik Krisztus keresztjénél álltak. Pilátus parancsára a százados lándzsájával átdöfte Krisztus oldalát mire elsötétült a nap és földrengés támadt. Ettől kezdve hitt Jézusban. Más vélemények szerint hitének oka az volt, hogy beteg szemére rácsöppent Krisztus lándzsán végigfolyó vére, melynek hatására megjavult látása.)

## Lándzsatípusok
A lándzsák típusai a használat módja szerint közel- és távolfegyverekre, illetve vegyesen használható változatokra osztható. A kizárólag közelharcra alkalmas, nehéz és hosszú lándzsa a döfőlándzsa. Ezzel az eszközzel bonyolultabb mozdulatokat nem lehet végrehajtani, viszont zárt alakzatú gyalogság (phalanx) kiválóan használhatja.
A hajítódárdák már alkalmasak közel- és távolharcra is. Tömegük már elég kicsi a dobáshoz, de még elég erős akár víváshoz is. A lándzsa kizárólag távolfegyverként használt formája a gerely. Ez már törékeny a közelharchoz, viszont kiváló a dobásra.
Mindhárom típusnak több alváltozata van.

### Közelharci lándzsák
- szarisza
- párbajkopja
- pika
- vadászlándzsa
- dzsida
- alabárd

### Hajítódárdák
- aszegai
- pilum
- szigony
- gerely
- kelevéz
- Vumara (woomera) - az ausztrál őslakosok által használt hajítódárda.

A lándzsa továbbfejlesztésének tekinthető a 14. században megjelenő alabárd, később pedig a lőfegyverre szerelhető szurony.

## Híres lándzsák
- Szent Lándzsa amellyel átszúrták Krisztus oldalát.
- Gungnir - Odin, a germán főisten lándzsája
- Amenonuhoko - a japán mitológiában Izanagi és Izanami istenek lándzsája.
- Lugh vagy Lúin, az ír mondavilágban Lugh isten lándzsája
- Gáe Bulg – szintén az ír mondavilágban a hős Cúchulainn lándzsája
- Trishula – a hindu mondavilágban Siva isten lándzsája.

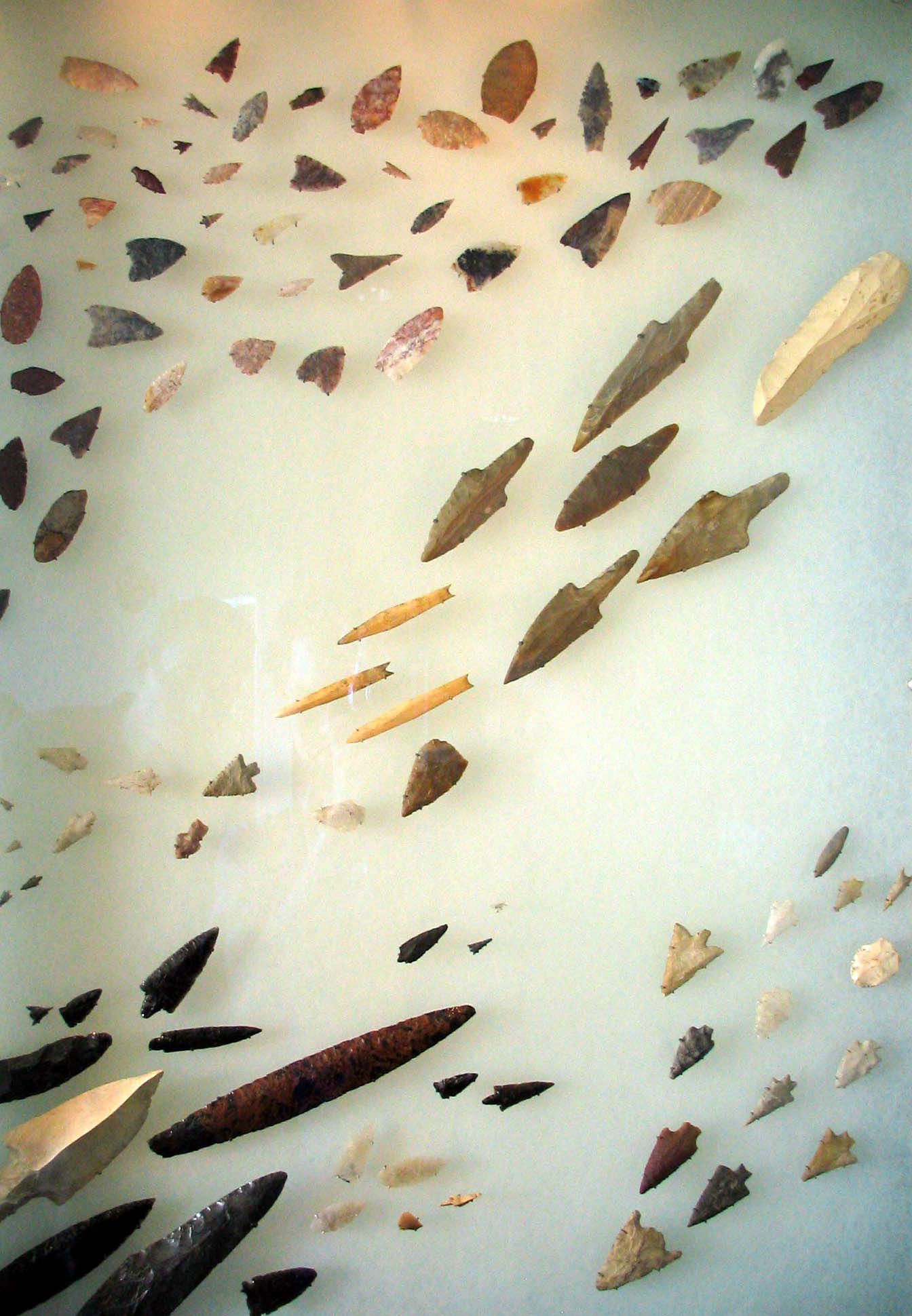
Pattintott kőből készült lándzsa és nyílhegyek
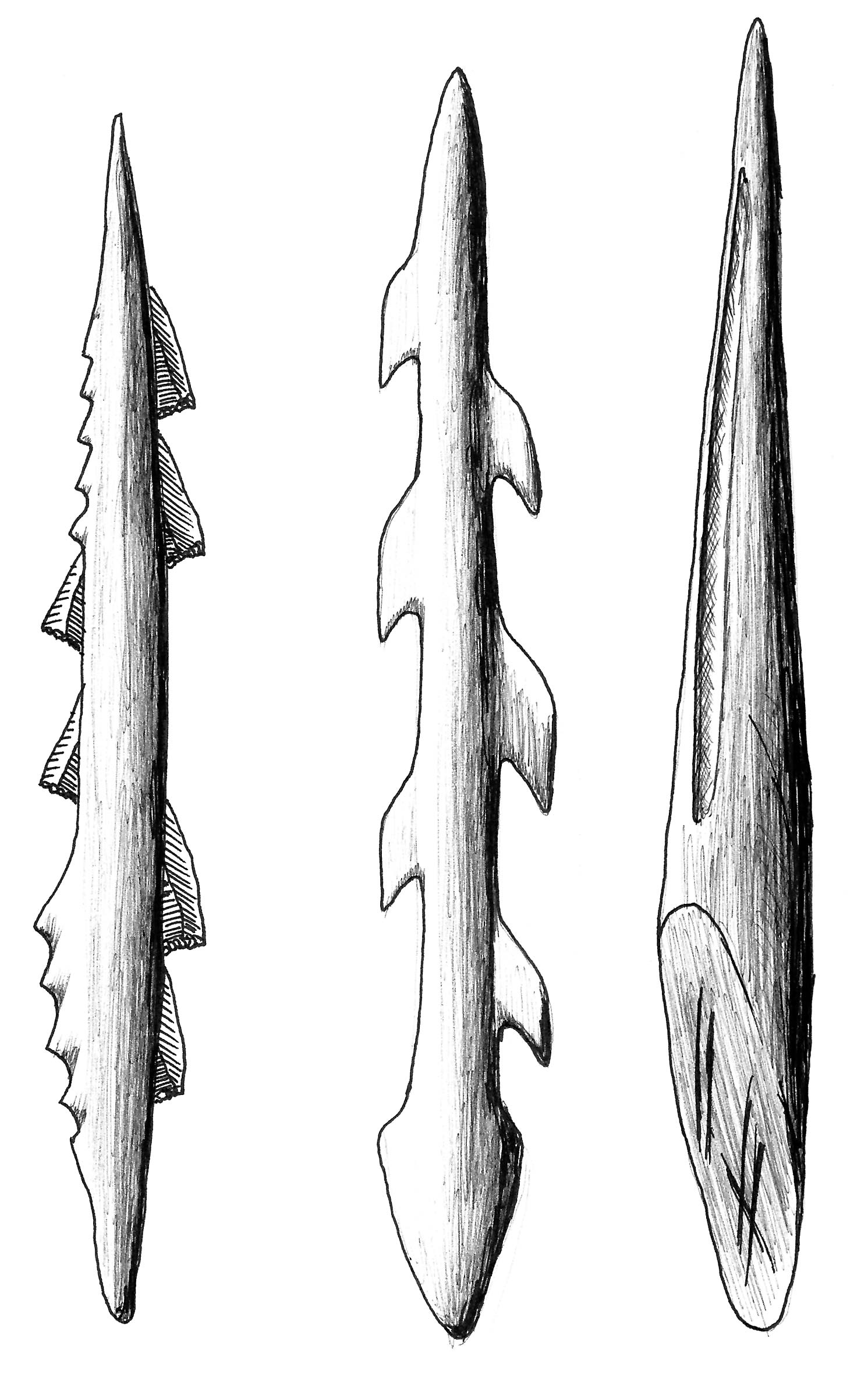
Csontból faragott, tüskés lándzsahegyek
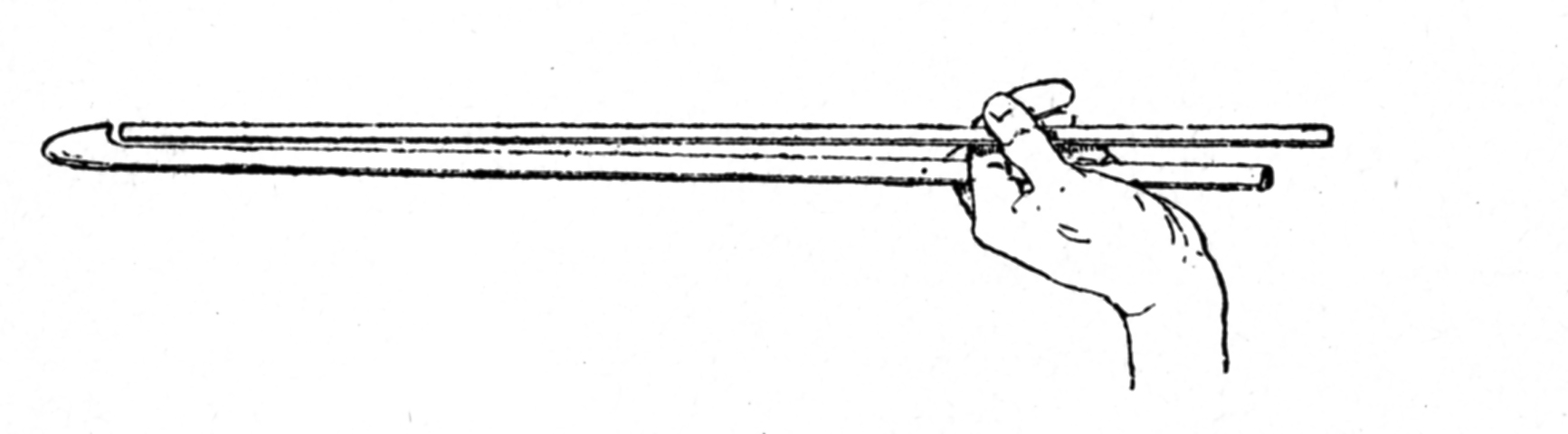
Ausztrál bennszülöttek hajítódárdája (woomera)
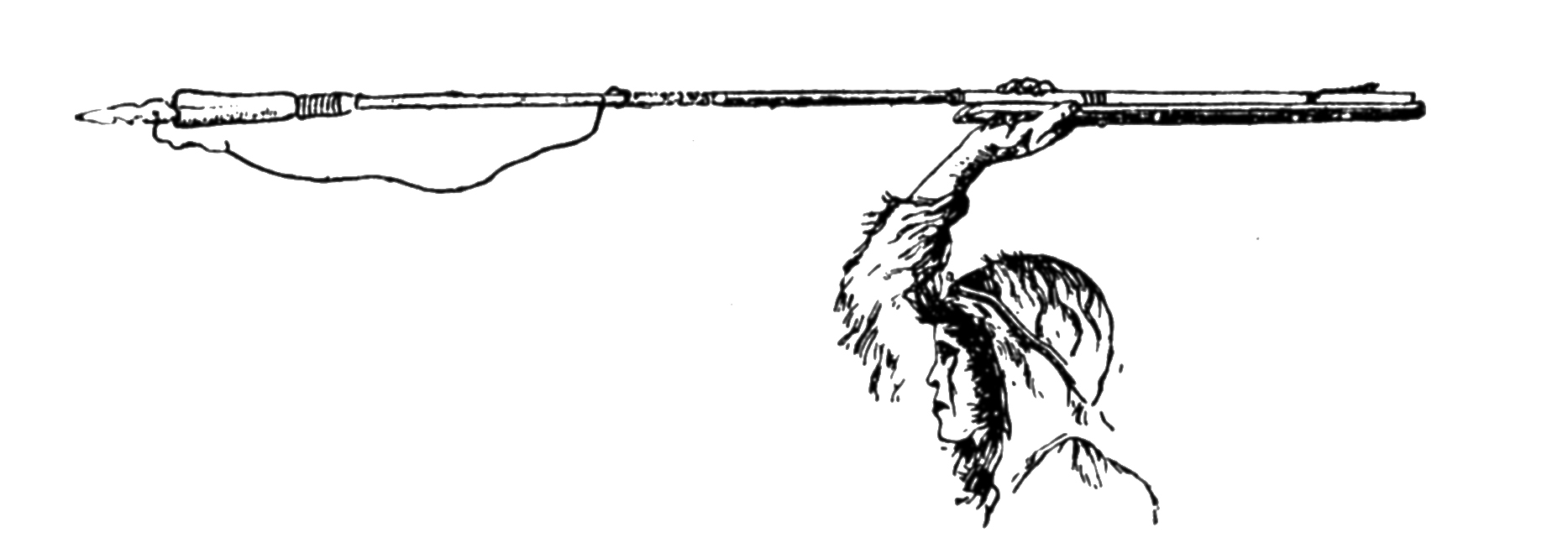
Inuit hajítódárda
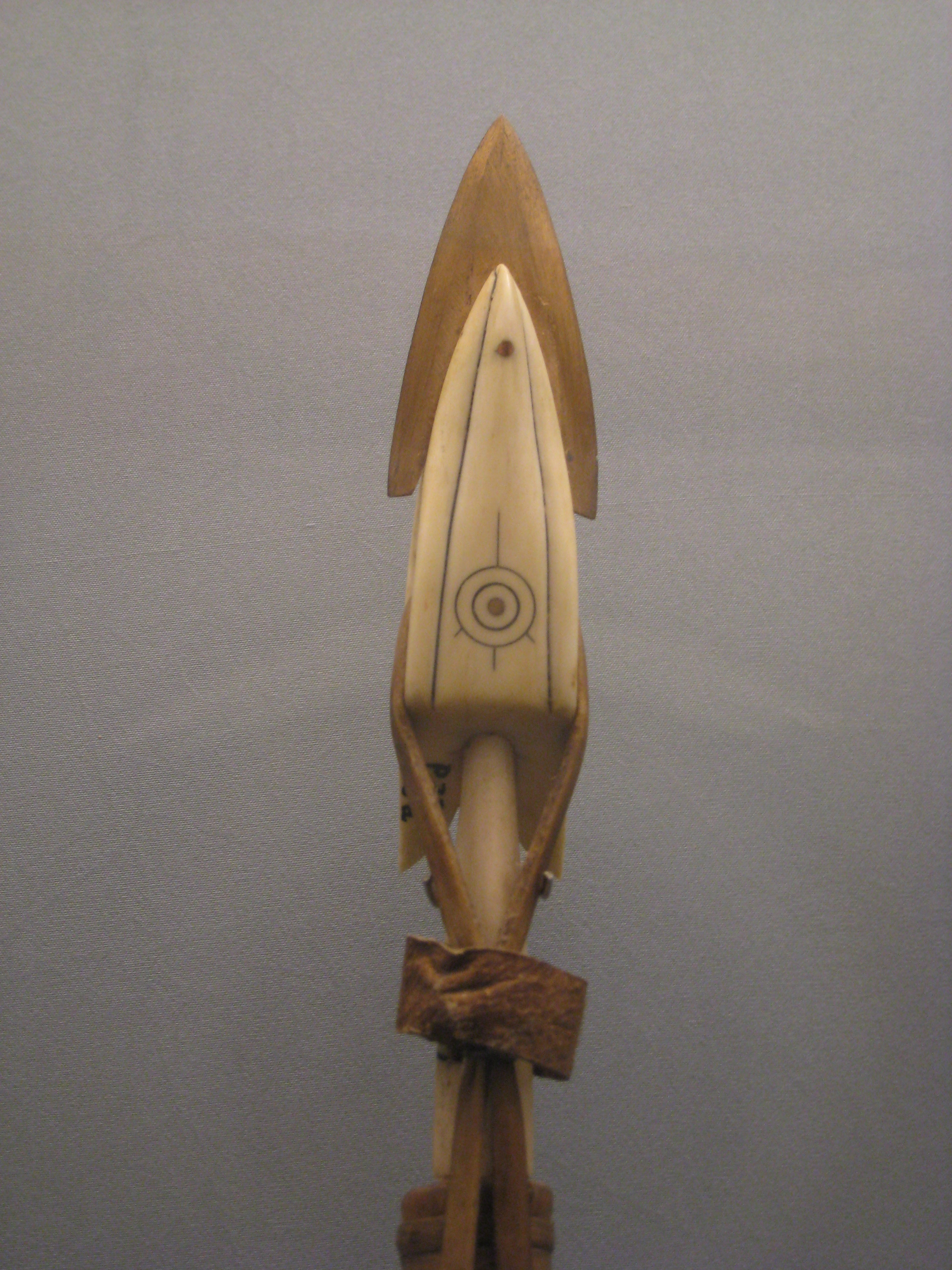
Inuit szigony bálnacsontból faragott feje
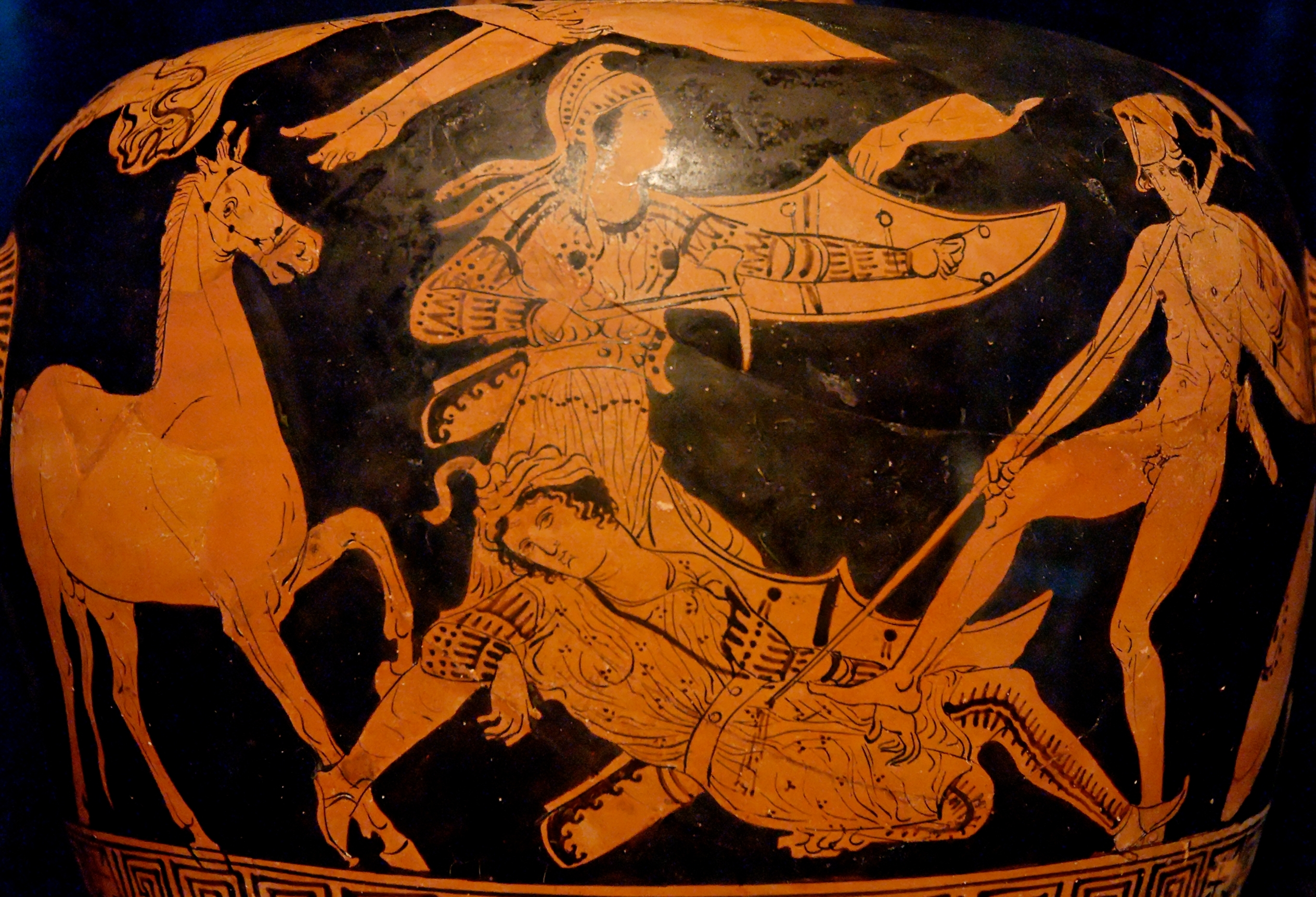
Sarpedon halála
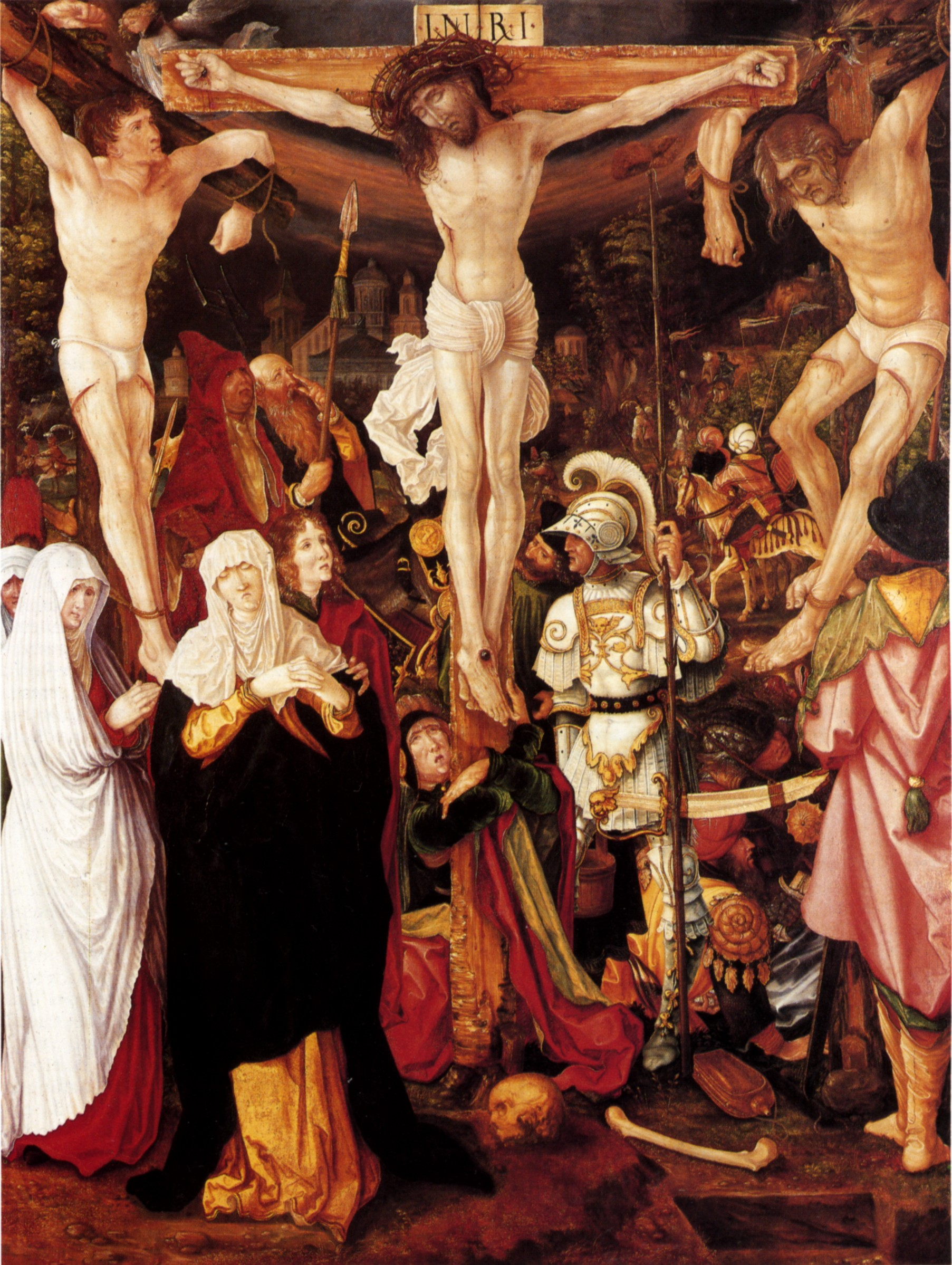
Krisztustól jobbra látható Longinus a Szent Lándzsával
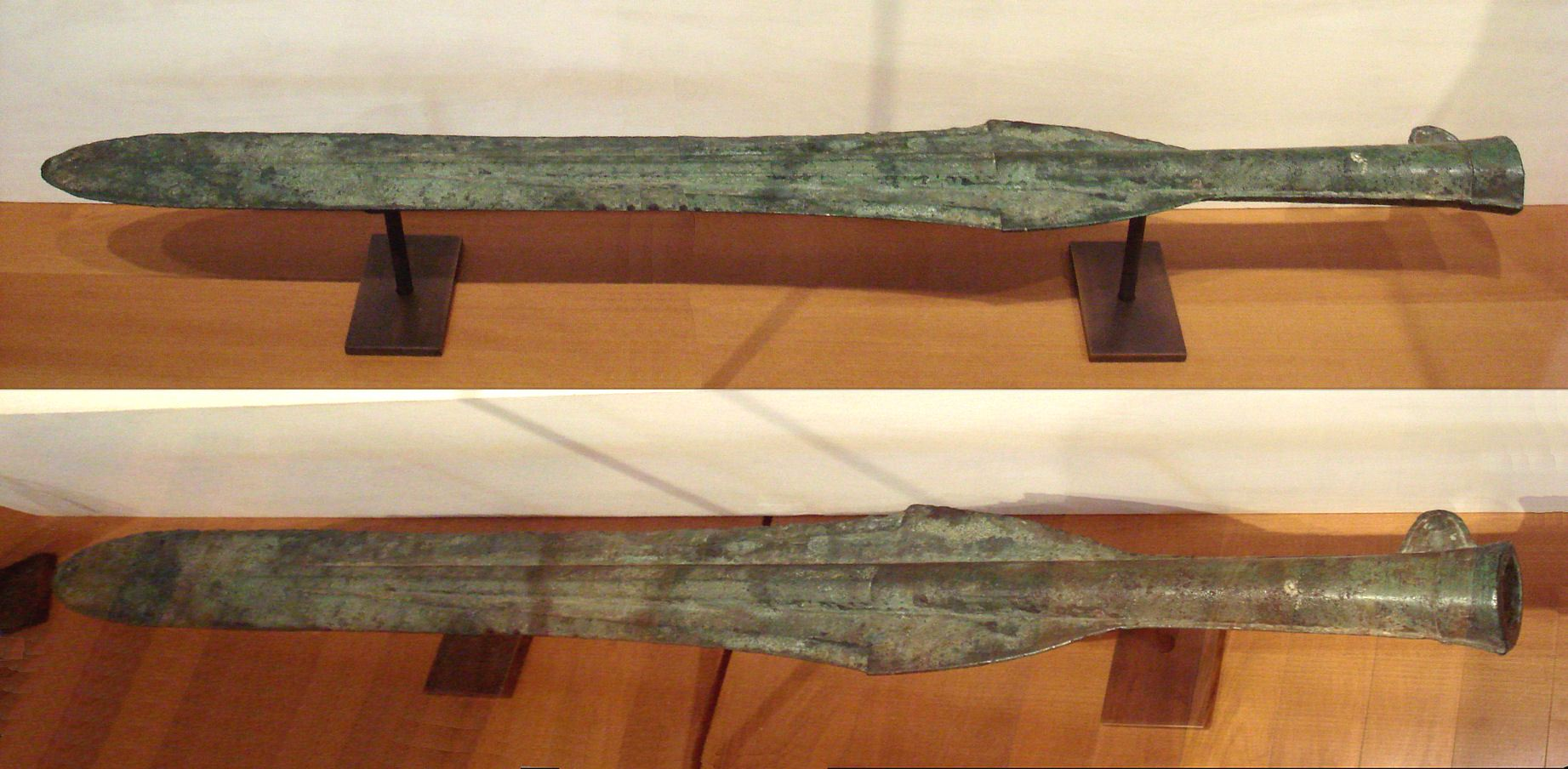
Japán bronz lándzsahegyek a Kr. u. 1-2 századból, Kyushu szigetéről
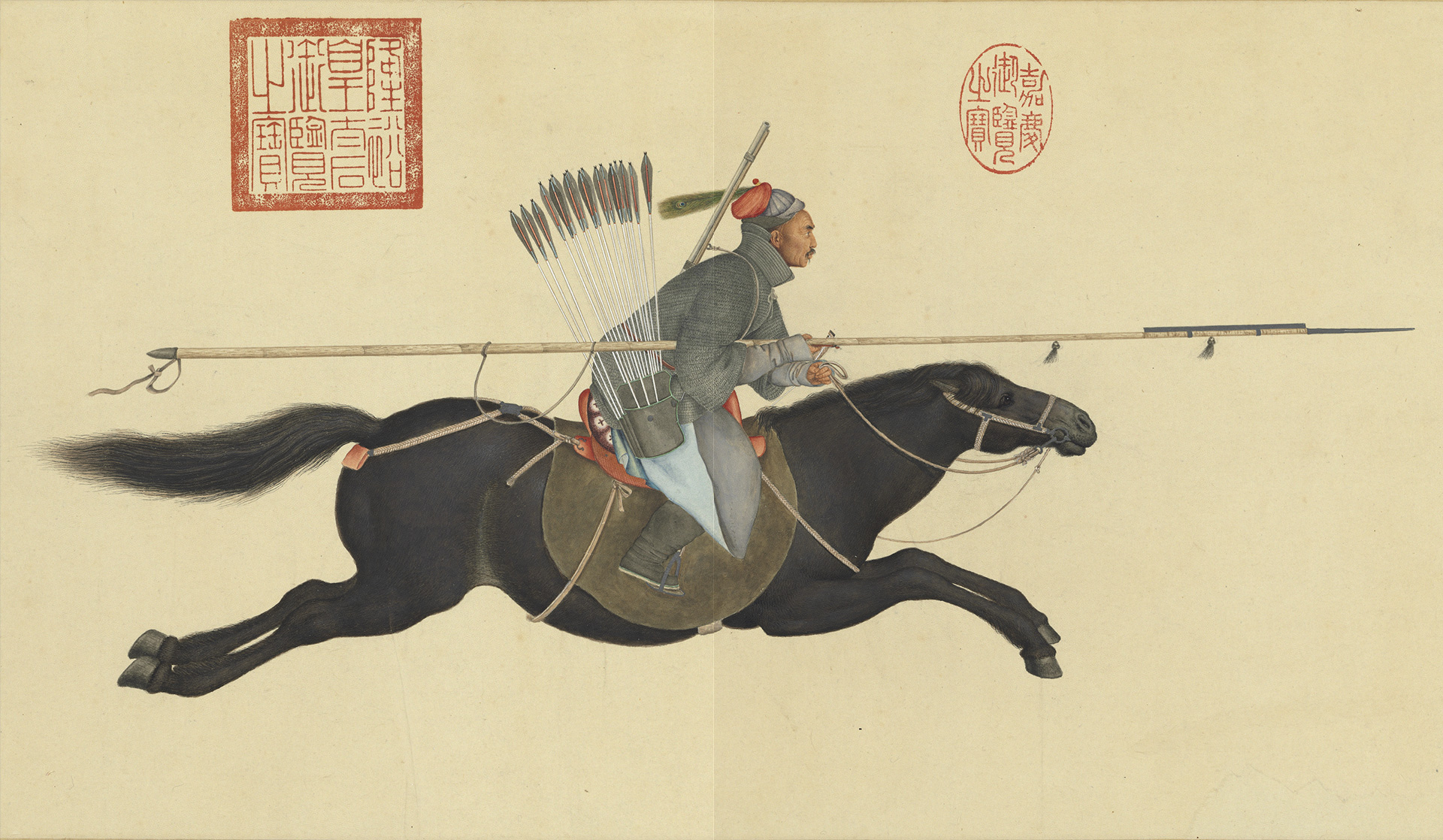
Kínai lovas lándzsával és íjjal
Asszír lándzsás katona
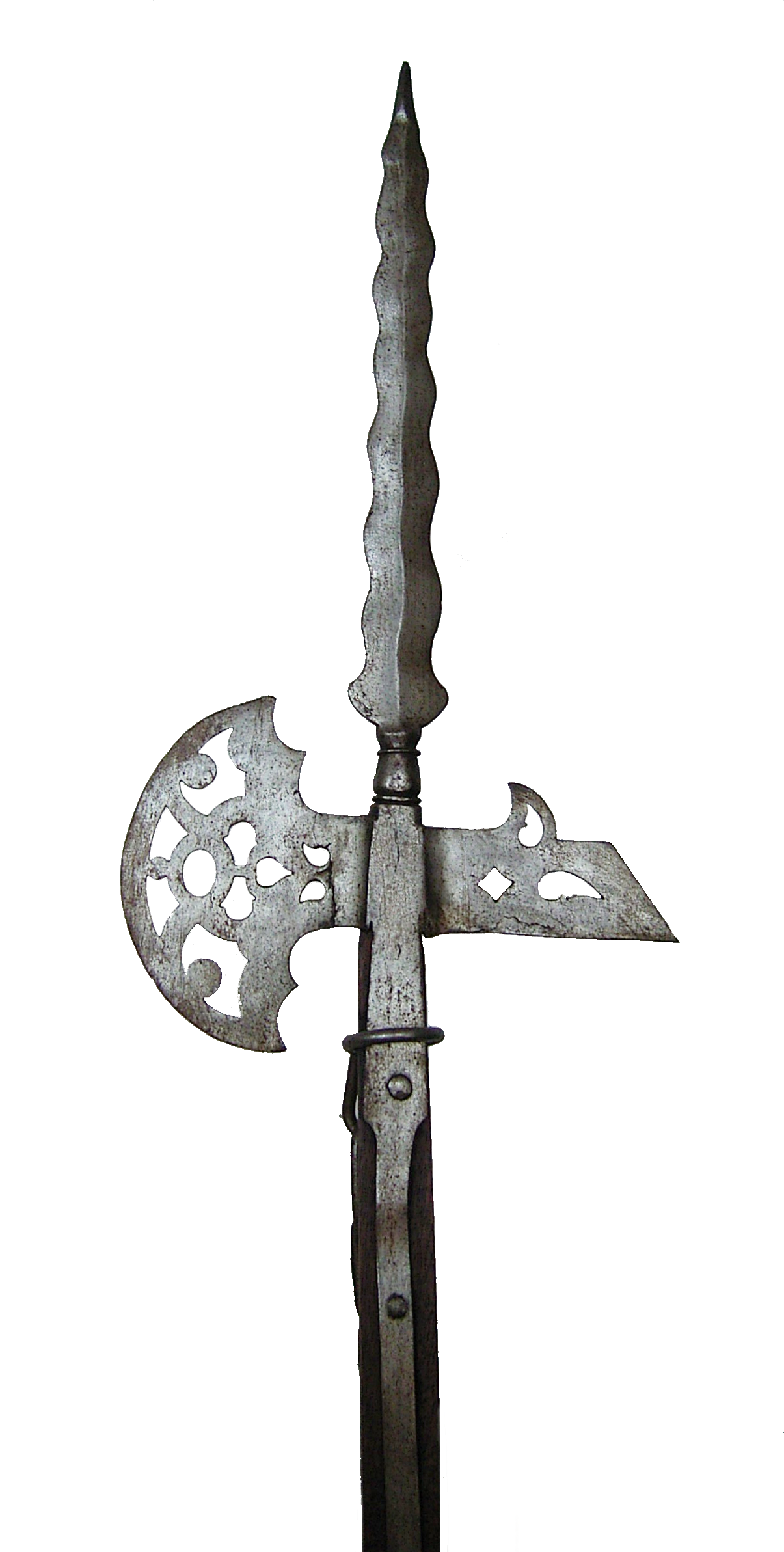
Alabárd
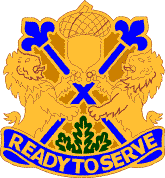
Az Egyesült Államok hadseregének 87. gyalogos hadosztályának címere, kék lándzsákkal

## Fordítás
- Ez a szócikk részben vagy egészben a Spear című angol Wikipédia-szócikk ezen változatának fordításán alapul.  Az eredeti cikk szerkesztőit annak laptörténete sorolja fel. Ez a jelzés csupán a megfogalmazás eredetét és a szerzői jogokat jelzi, nem szolgál a cikkben szereplő információk forrásmegjelöléseként.